# Sierra Nevada de Mérida
La Sierra Nevada de Mérida (comúnmente denominada también Sierra Nevada o Sierra de Mérida) es una cadena montañosa perteneciente a la Cordillera de los Andes, la cual atraviesa la parte occidental de Venezuela, específicamente entre Barinas y Mérida. 
Dentro de la sierra se encuentran importantes picos como los son el Pico Bolívar, Bonpland, Humboldt, siendo estos los más altos del país y ubicados en el estado Mérida. 
Para el año 1910, la zona presentaba una extensión de glaciares de aproximadamente 10 km². El calentamiento global ha incidido de manera contundente en los mismos, de manera que para 2018 presentaba menos de 0,1 km².
Esta región es una de las pocas en Venezuela donde se registran nevadas anualmente.